# Keshi
Keshi o Kesh fou una ciutat estat de Mesopotàmia. La deïtat tutelar era Ninhursag. La seva situació és desconeguda i s'ha proposat els llocs d'al-Ubaid (prop d'Ur) o Tell al-Wilayah prop d'Adab. Robert D. Biggs suggereix que en realitat podria no ser altra cosa que una variant del nom Kish.
Hi ha un famós himne al temple de Keshi on és anomenada Nintud. La deessa Nisaba apareix com la cuidadora i directora del temple. Keshi s'anomena com una de les ciutats que van passar a Babilònia al segle xviii aC.